# Оренбургське сільське поселення
Оренбу́ргське сільське поселення (рос. Оренбургское сельское поселение) — сільське поселення у складі Бікінського району Хабаровського краю Росії.
Адміністративний центр — село Оренбургське.

## Населення
Населення сільського поселення становить 707 осіб (2019; 787 у 2010, 972 у 2002).

## Склад
До складу сільського поселення входять:
| Населений пункт    | Населення, осіб (2002) | Населення, осіб (2010) |
| ------------------ | ---------------------- | ---------------------- |
| Васильєвка, село   | 37                     | 33                     |
| Оренбургське, село | 935                    | 754                    |